# 2048 (игра)
2048 — браузерная игра, написанная 19-летним итальянским разработчиком Габриэле Чирулли (итал. Gabriele Cirulli) на языке программирования JavaScript. Игровое поле имеет форму квадрата 4x4. Целью игры является получение плитки номинала «2048» (при желании можно продолжить дальше). Код игры открыт и выложен на странице разработчика в GitHub.
Игра «2048» была написана менее чем за два дня в качестве упражнения в программировании; по словам автора, приведённым газетой Los Angeles Times, Чирулли посчитал своё творение «случайным вторжением в игровую индустрию» и не планирует в дальнейшем заниматься разработкой игр. Прообразом «2048» является коммерческая игра Threes; её создатели остались недовольными успехом «2048» и назвали игру Чирулли «испорченным плагиатом». После выхода Threes в App Store появилось несколько её клонов, в том числе игры «1024» и «2048», созданные другими разработчиками; при разработке своей версии Чирулли вдохновлялся этими играми.

По некоторым подсчётам, максимальное количество очков, которое можно набрать при наилучшем ходе игры — 3 932 100 (при этом каждая выпавшая «4» уменьшает эту оценку на 4). Максимальный возможный номинал плитки на стандартном поле 4х4 составляет 131 072, на поле m*n максимальный номинал плитки — {\displaystyle 2^{(mn+1)}}. Задача получения заданной конфигурации по правилам 2048 на большем поле является PSPACE-полной; задача определения достижимости заданного числа из текущей конфигурации на доске m*n является NP-сложной.

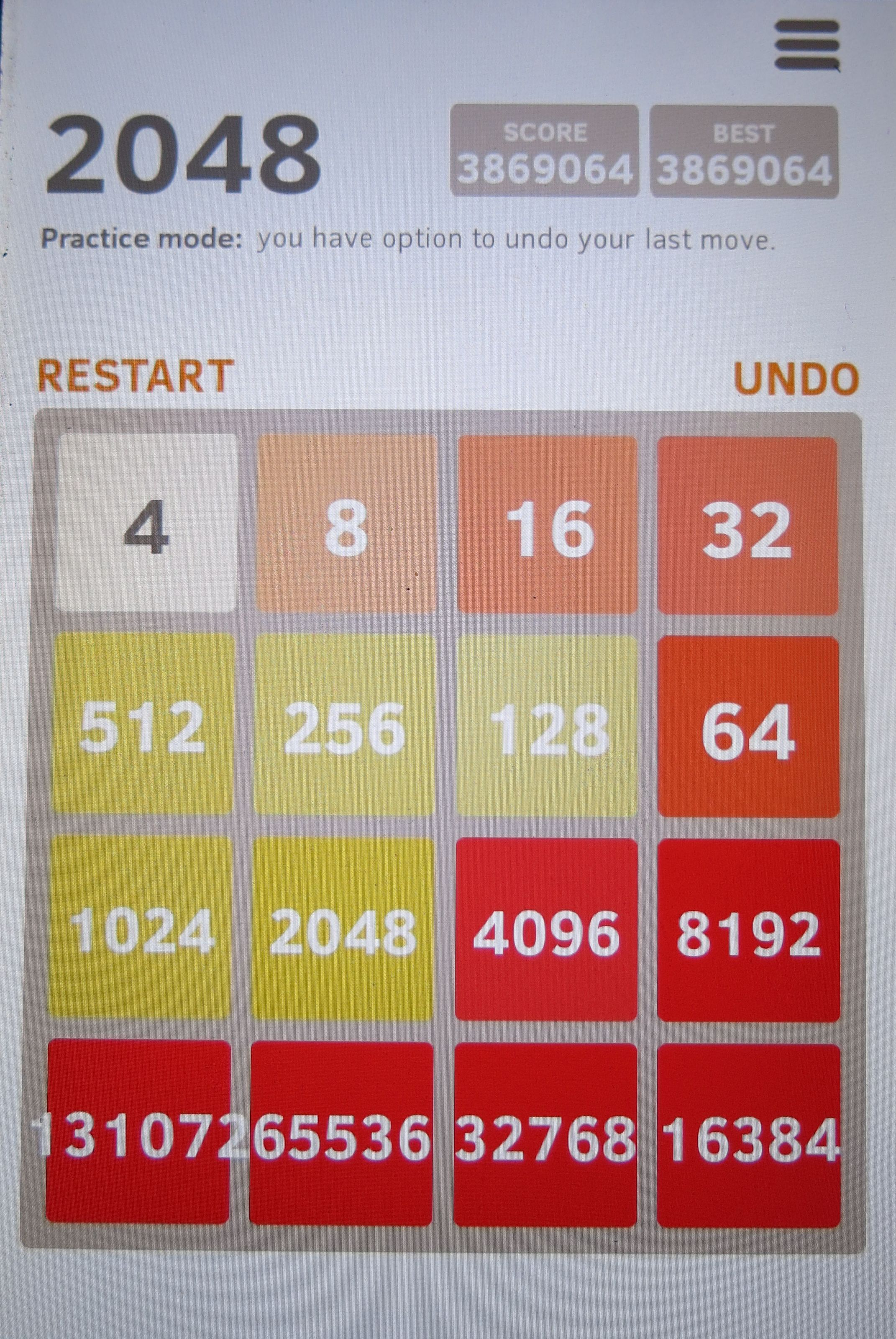
Максимальное число, которое можно собрать в «2048»

## Правила игры
1. В каждом раунде появляется плитка номинала «2» (с вероятностью 90 %) или «4» (с вероятностью 10 %)[12]
2. Нажатием стрелки игрок может скинуть все плитки игрового поля в одну из 4 сторон. Если при сбрасывании две плитки одного номинала «налетают» одна на другую, то они превращаются в одну, номинал которой равен сумме соединившихся плиток. После каждого хода на свободной секции поля появляется новая плитка номиналом «2» или «4». Если при нажатии кнопки местоположение плиток или их номинал не изменится, то ход не совершается.
3. Если в одной строчке или в одном столбце находится более двух плиток одного номинала, то при сбрасывании они начинают соединяться с той стороны, в которую были направлены. Например, находящиеся в одной строке плитки (4, 4, 4) после хода влево превратятся в (8, 4), а после хода вправо — в (4, 8). Данная обработка неоднозначности позволяет более точно формировать стратегию игры.
4. За каждое соединение игровые очки увеличиваются на номинал получившейся плитки.
5. Игра заканчивается поражением, если после очередного хода невозможно совершить действие.

## Разработка
Девятнадцатилетний Габриэле Чирулли создал игру за одни выходные в качестве теста, чтобы проверить, сможет ли он запрограммировать игру с нуля. «Это был способ скоротать время», — сказал он. Он описал ее как «концептуально похожую» на недавно выпущенную iOS-игру Threes, и клон другой игры, 1024. Разработанная Veewo Studio, 1024 сама по себе является клоном Threes, а ее описание в App Store однажды гласило «нет необходимости платить за Threes». В README к 2048 Чирулли ссылается на влияние другого клона 1024: одноимëнной, но немного отличающейся по механике игры 2048 от Saming.
Чирулли был удивлен, когда его проект в выходные получил более 4 миллионов посетителей менее чем за неделю. Игра является бесплатной, Чирулли сказал, что не хочет зарабатывать деньги «на концепции, которую он не изобретал». В мае 2014 года он выпустил порты для iOS и Android.

### Адаптации
Простое управление позволило использовать игру в промо-ролике для браслета Myo, управляемого жестами, а доступность исходного кода позволила использовать ее в качестве учебного пособия по программированию. Победителем второго места в конкурсе кодирования на Matlab Central Exchange стала система искусственного интеллекта, которая самостоятельно играла в 2048. Поскольку исходный код доступен, многие дополнения к оригинальной игре, включая таблицу лидеров, функцию отмены и улучшенное воспроизведение на сенсорном экране, были написаны другими людьми. Все они доступны для общественности.
В сети появились спин-оффы, включающие версии с элементами мема Doge, Doctor Who, Flappy Bird и Tetris. Также была выпущена 3D-версия и версии с большими или меньшими сетками. Чирулли считает эти спин-оффы «частью красоты открытого программного обеспечения» и не возражает против них, «пока они добавляют новые, творческие модификации в игру». В 2014 году неофициальный клон игры был опубликован в магазине приложений для iOS компанией Ketchapp, монетизированный за счет рекламы. Также был выпущен спин-офф игры «Доктор Кто», а также спин-офф для Nintendo 3DS, который включал розничный релиз.